# Friedrich August Freiherr von der Heydte
Dr. jur. Dr. rer. pol. Friedrich August Freiherr von der Heydte (30 de março de 1907 — 7 de julho de 1994) foi um oficial alemão da Luftwaffe (Força Aérea Alemã) que serviu como fallschirmjäger durante a Segunda Guerra Mundial, chegando a patente de Oberstleutnant (Tenente-coronel). Depois da guerra, ele serviu na Bundeswehr (Forças Armadas da Alemanha), chegando ao posto de Brigadegeneral der Reserve (General da Reserva).